# Александар Секулић (сликар)
Александар Секулић (Велики Бечкерек, 2. фебруар 1877 – Велики Бечкерек, 4. јун 1942) био је српски академски сликар, кустос Градског музеја у Великом Бечкереку

## Биографија
Александар је рођен у Великом Бечкереку 1877. године, у занатлијској породици. Отац ћурчија рано умире, па бригу о њему преузимају стричеви Васа и Стеван Секулић. Основну школу и четири разреда Ниже гимназије завршио у родном граду Великом Бечкереку, као и разред Грађанске школе. Професор сликарства Антал Штајтман му је препоручио да се даље образује. Пажњу јавности на његов таленат је привукао цртеж - земљописна мапа Азије, који је јула 1894. године био истакнут у излогу бечкеречке Шенкове књижарнице.
Као стипендиста Торонталске жупаније учио је на Краљевској угарској уметничко-занатској школи у Будимпешти до 1895. године. Исту "цртачку школу" је завршио са одличним успехом. Наредне, 1896. године тражио је од Матице српске стипендију да би ишао на студије "на страни" (ван Угарске). Уз молбу је приложио и препоруку Орловаћанина, сликара Уроша Предића. Претходно је посетио сликара у Орловату и показао му своје скице. Добио је годишњу стипендију од 1000 к. Секулић тако успева у намери, долази у Минхен 1900. године где уписује "натуркласе" тамошње Академије, у класи професора Хакла. Уживао је осам година (1895—1903) Матичину стипендију, као питомац из Задужбине Гавре Романовића. Студије завршава 1904. године и одмах по повратку у Великом Бечкереку приређује прву самосталну изложбу својих студентских радова.

## Српски пленериста
Као дипломирани сликар учествује и на "Првој југословенској уметничкој изложби", одржаној 1904. године у Београду. Било је то захваљујући познанству са колегама из Минхена, пре свега са Надеждом Петровић. Пажњу публике привукла су два његова пејзажа, које је откупио српски краљ Петар I. Секулић спада у групу српских "пленериста", који су претече модерне уметности. Пленеристи су сликари који сликају ван атељеа, у природи (пленеру) налазе инспирацију.
Затим се Секулић враћа у Минхен, где ће га затећи крај Првог светског рата 1918. године. Када се буде вратио кући одустаће од својих уметничких порива; живеће ипак животом слободног уметника. Падао је у мрачна расположења, неспособан да ради те због тога био несхваћен од стране савременика. Бавиће се портретским поруџбинама (од црквених општина), декоративним сликарством и рестаурацијом дела других аутора. Имао је велику жељу само да се врати у Баварску, због чега је занемарио своје обавезе. Покушао је 1924. године да отвори сликарску школу, али иста се није дуже одржала. Рестаурирао - сликао је у то време иконостасе и зидане слике православних цркви у Мокрину и Зрењанину (1924. године, зидне слике и декорације Успенске цркве). Његове слике донете из Немачке су биле оштећене, па их је аутор тада поправљао. Пред крај живота, од 1936. године почиње да ради као кустос у бечкеречком Градском музеју. За монографију града "Петровград"-а Секулић је као кустос написао кратки извештај о музеју. Пред рат 1940. године почео је да побољева од срца, које је нагло слабило, због чега се тешко кретао и губио вољу за радом.
Готово целокупно стваралаштво његово налази се у Народном музеју у Зрењанину. Ради се о женским портретима (студентских модела), женским и мушким актовима и једном непотписаном пејзажу. На њима се очитује снажан утицај минхенског реализма. Најзначајнија дела су му: "Студија женске главе" и "Портрет старца".
Секулић је у Немачкој усамљен и болешљив; недовољно укључен у нова уметничка стремљења која се дешавају у Баварској. Сликар је остао у оквирима минхенског реализма, негујући сигуран цртеж, смисао за пропорције и класичну форму. Тек на понеком од портрета успевао је да се ослободи строгих академских начела и да слободнијим потезима четке, интензивном бојом дочара психолошки израз модела. (Јасна Јованов, 1990).